# Jean Galfione
Jean Galfione (* 9. června 1971, Paříž) je bývalý francouzský atlet, který se věnoval skoku o tyči. V roce 1996 se stal v Atlantě olympijským vítězem. Je halovým mistrem světa (1999) a halovým vicemistrem Evropy (1994). Má dvě bronzové medaile z mistrovství Evropy (1994, 1998).
V roce 1990 se stal v Plovdivu juniorským mistrem světa. O tři roky později vybojoval tři bronzové medaile. Na halovém MS v Torontu, na letní univerziádě v Buffalu a na Středomořských hrách v Langudoc-Roussillon. V roce 1994 zvítězil na pražském exhibičním mítinku Pražská tyčka, kde předvedl 580 cm. Okrajově se věnoval i desetiboji, jeho osobní rekord z roku 1995 má hodnotu 7 415 bodů. Neúspěchem pro něj skončila účast na světovém šampionátu v Athénách v roce 1997 a na MS v atletice 1999 v Seville. V obou případech se probojoval do finále, kde však třikrát neuspěl na základních výškách.
Jeho osobním maximem pod otevřeným nebem je 598 cm. Tento jeho výkon byl téměř deset let národním rekordem. 21. června 2009 ho překonal v rámci Mistrovství Evropy družstev v portugalské Leirii Renaud Lavillenie, který skočil 601 cm. V hale však magickou hranici šesti metrů překonal. Ve finále na halovém MS v japonském Maebaši dne 6. března 1999.

## Úspěchy
| Rok  | Závod                              | Místo                         | Umístění    | Výkon  |
| ---- | ---------------------------------- | ----------------------------- | ----------- | ------ |
| 1989 | Mistrovství Evropy juniorů         | Varaždín, Jugoslávie          | 9.          | 5,10 m |
| 1990 | Mistrovství světa juniorů          | Plovdiv, Bulharsko            | 1.          | 5,45 m |
| 1991 | Mistrovství světa v atletice 1991  | Tokio, Japonsko               | 10.         | 5,40 m |
| 1992 | Halové mistrovství Evropy 1992     | Janov, Itálie                 | 4.          | 5,60 m |
| 1992 | Letní olympijské hry 1992          | Barcelona, Španělsko          | kvalifikace | 5,50 m |
| 1993 | Halové MS v atletice 1993          | Toronto, Kanada               | 3.          | 5,80 m |
| 1993 | Středomořské hry                   | Languedoc-Roussillon, Francie | 3.          | 5,35 m |
| 1993 | Univerziáda                        | Buffalo, USA                  | 3.          | 5,60 m |
| 1993 | Mistrovství světa v atletice 1993  | Stuttgart, Německo            | 8.          | 5,70 m |
| 1994 | Halové ME v atletice 1994          | Paříž, Francie                | 2.          | 5,80 m |
| 1994 | Mistrovství Evropy v atletice 1994 | Helsinky, Finsko              | 3.          | 5,85 m |
| 1995 | Mistrovství světa v atletice 1995  | Göteborg, Švédsko             | 3.          | 5,86 m |
| 1996 | Letní olympijské hry 1996          | Atlanta, USA                  | 1.          | 5,92 m |
| 1998 | Halové ME v atletice 1998          | Valencie, Španělsko           | 8.          | 5,50 m |
| 1998 | Mistrovství Evropy v atletice 1998 | Budapešť, Maďarsko            | 3.          | 5,76 m |
| 1998 | Finále Grand Prix IAAF 1998        | Moskva, Rusko                 | 2.          | 5,90 m |
| 1999 | Halové MS v atletice 1999          | Maebaši, Japonsko             | 1.          | 6,00 m |
| 2000 | Letní olympijské hry 2000          | Sydney, Austrálie             | kvalifikace | 5,55 m |
| 2005 | Halové ME v atletice 2005          | Madrid, Španělsko             | 6.          | 5,60 m |
| 2005 | Mistrovství světa v atletice 2005  | Helsinky, Finsko              | kvalifikace | 5,45 m |